# Riddim Ribbon
Riddim Ribbon ist ein Musikspiel von Tapulous für das iPhone und den iPod touch. Es ist, neben den Spielen der Tap-Tap-Revenge-Reihe, eins der beliebtesten Spiele im App Store (Stand: 19. Februar 2010).
Drei Lieder von den Black Eyed Peas werden mitgeliefert; der Spieler kann mithilfe von In-App-Käufen vier weitere Tracks von Tiësto und Benny Benassi heruntergeladen werden.

## Spielablauf
Das Spiel wird mithilfe des Beschleunigungssensors gespielt, und zwar indem das Gerät nach links bzw. rechts geneigt wird.
Das Level besteht aus einer Bahn, in deren Mitte ein farbiges Band mit Kugeln darauf ist. Neben dem Band befinden sich Objekte wie Kreuze, die, sobald der Spieler hineinfährt, das Lied auf seinen einfachsten Beat-Rhythmus reduzieren, sowie den Multiplikator auf 1× setzen. Dasselbe geschieht, wenn der Spieler zu lange abseits der Bahn oder kurz direkt am Rand fährt. Dabei ertönt ein Ton, ähnlich dem Ton, wenn ein Tonabnehmer von einer Schallplatte gezogen wird (Scratch).
Die Kugeln geben Punkte. Je höher das Level (Einfach, Mittel, Schwer), desto mehr Punkte gibt es. Die Punktzahl der Kugel wird mit dem Multiplikator malgenommen (1× bis 4×). Für Sprünge oder Rampen gibt es Extrapunkte.
Sobald eine bestimmte Anzahl von Kugeln eingesammelt wurde, wird die Checkpoint-Rampe erweitert; sobald der Spieler darüber fährt, wird der Kontrollpunkt passiert, wird die Genauigkeit des Spielers in diesem Abschnitt in Prozent wird angezeigt und die Anzahl der eingesammelten Kugeln für den neuen Abschnitt wird auf Null gesetzt; gleichzeitig spaltet sich die Bahn, jede von ihnen ist ein Remix. Sobald der Abschnitt fertiggestellt und der Checkpoint passiert worden ist, laufen die beiden Bahnen wieder zum Original-Lied zusammen. Insgesamt gibt es pro Lied etwa 10–12 Checkpoints.
Des Weiteren gibt es Effekt-Ebenen; diese können über eine andersfarbige Abzweigung und eine nachfolgende Rampe erreicht werden. Der Remix wird nur geringfügig beeinflusst; es kommen lediglich Soundeffekte dazu, der Vorteil ist eine höhere Punktzahl.
Gelegentlich ist auch ein Zaun im Weg. Dieser kann durchfahren werden, was aber den Beat-Rhythmus und Multiplikator reduziert und ein Strom-Geräusch gibt.
Wenn der Spieler im letzten Abschnitt ist, kommt statt eines Checkpoints das Ziel. Auf der Zielgeraden gibt es häufig nur wenig Punkte zu sammeln. Wenn das Lied beendet ist, wird eine Statistik angezeigt.
Um die nächste Schwierigkeitsstufe freizuschalten, muss der Spieler mindestens 80 % der Kugeln (von Einfach auf Mittel, bzw. 75 % von Mittel auf Schwer) getroffen haben.

## Lieder
Tapulous liefert drei Lieder von den Black Eyed Peas mit; vier weitere können per In-App-Kauf heruntergeladen werden.
| Titelname                | Künstler            |
| ------------------------ | ------------------- |
| „Boom Boom Pow“          | The Black Eyed Peas |
| „Meet Me Halfway“        | The Black Eyed Peas |
| „I Gotta Feeling“        | The Black Eyed Peas |
| „Imma Be/Rock That Body“ | The Black Eyed Peas |
| „Escape Me“              | Tiësto              |
| „Louder Than Boom“       | Tiësto              |
| „Satisfaction“           | Benny Benassi       |